# 1998 BF41
1998 BF41 är en asteroid i huvudbältet som upptäcktes den 25 januari 1998 av NEAT vid Haleakalā-observatoriet.
Asteroiden har en diameter på ungefär 10 kilometer.